# XRM
 (mai 2010).
Si vous disposez d'ouvrages ou d'articles de référence ou si vous connaissez des sites web de qualité traitant du thème abordé ici, merci de compléter l'article en donnant les références utiles à sa vérifiabilité et en les liant à la section « Notes et références ».
La gestion de la relation étendue (de l'anglais Extended Relationship Management (XRM)) ou encore la gestion de la relation tiers  est une stratégie d'entreprises visant à prendre en compte l'ensemble de son écosystème pour optimiser et unifier ses processus.

## Enjeux de la gestion de la relation étendue
La stratégie Gestion de la Relation Étendue (XRM) est une évolution de la gestion de la relation client (ou Customer Relation Management en anglais) qui consiste :
- à prendre en considération tous les acteurs clés de la relation dans l’entreprise (collaborateurs, ventes, conseils, administratif, support, revendeurs, apporteurs d’affaires, etc.) ;
- pour gérer toutes les relations entretenues par l’entreprise (clients, partenaires, actionnaires, contacts tiers, fournisseurs, prescripteurs, etc.) ;
- en automatisant tous les processus relationnels ;
- aux travers d’outils interactifs et participatifs (livre service, partage de documents, tâches, rapports, activités, etc.) ;
- et fournissant une information plus riche, plus actuelle permettant une meilleure maîtrise de l’entreprise (informatique décisionnelle, anticipation...).

## Objectifs de la stratégie
Par l'application d'une stratégie XRM à l'ensemble de l'écosystème de l'entreprise, les avantages recherchés sont :
- la simplification de la gestion de la relation tiers par la centralisation de l'information dans une application globale unique ;
- l'amélioration de la productivité en permettant l'interaction directe par tous les intervenants de la chaîne de la valeur ;
- la réduction des coûts par l'harmonisation et l'automatisation d'un plus grand nombre de flux dans l'entreprise ;
- un meilleur service rendu et une plus grande mise à jour de l'information par des processus interactifs (libre service...) ;
- une maîtrise et une vision 360° de l'information liée aux relations.

## Historique
Le concept de XRM a été identifié par le cabinet américain Forrester Research dans les années 2000.
Nelis XRM, entreprise française, a été la première dès 2003 à utiliser le terme XRM, et à s'être spécialisé dans l'édition de solutions de Gestion de la relation étendue.
Une suite logicielle, nommée justement Cross-Crm, a été lancée en 2014 en France par Customer-Square, afin de proposer d'analyser en temps réel toutes les sources de données relatives à La stratégie XRM.
On retrouve le terme XRM également chez d'autres entreprises françaises spécialistes de la relation étendue comme xRM Consulting Services.
Depuis 2009, Microsoft propose la construction de plateformes XRM mettant à contribution l'ensemble de ses solutions techniques.

## CRM Social
Le XRM, est vu par certains, comme une forme de CRM social, comme une prise en compte du Web social avec les techniques de gestion de la relation.